# Hôtel de ville d'Adélaïde

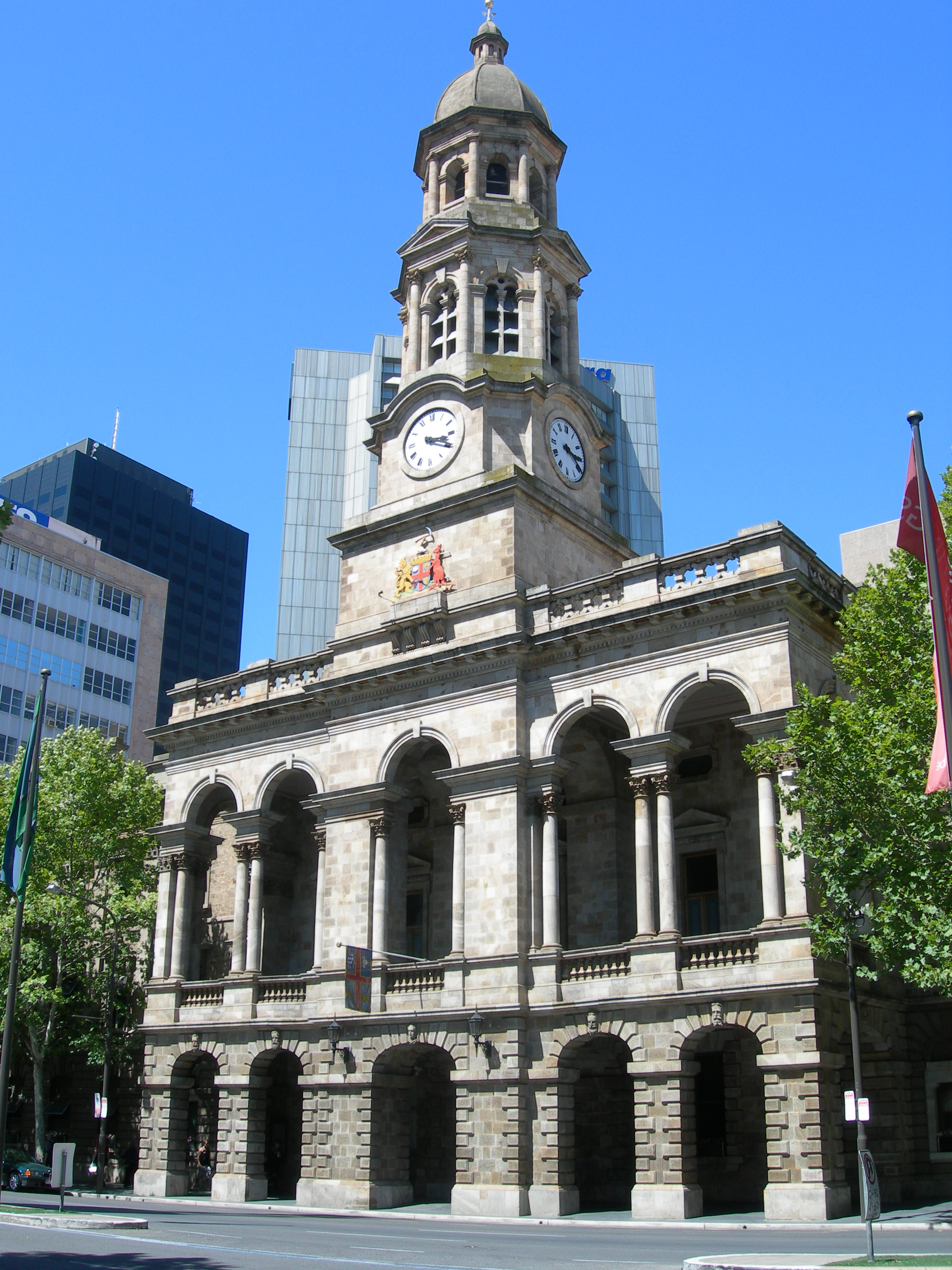
Hôtel de ville d'Adélaïde.

L'hôtel de ville d'Adélaïde (en anglais : Adelaide Town Hall) est un bâtiment remarquable de la ville d'Adélaïde, en Australie.
Construit par Edmund Wright (en) et Edward Wood entre 1863 et 1866, il comporte une tour horloge nommée d'après le Prince Albert qui est installé en 1935.
Lors de leur passage en 1964, les Beatles saluent une foule de 300 000 personnes depuis le balcon de l'édifice.
L'hôtel de ville est listé sur le Register of the National Estate (en).